# Ulsan
Ulsan (em Coreano: 울산; 蔚山) é uma cidade da Coreia do Sul situada na costa sudeste do país, 70km a Norte de Busan (부산; 釜山). Constitui uma cidade metropolitana (ver Subdivisões da Coreia do Sul), pelo que o seu nome completo é Cidade Metropolitana de Ulsan (울산광역시; 蔚山廣域市; Ulsan Gwangyeoksi). Na anterior forma de transliteração (sistema de McCune-Reischauer): Ulsan Kwangyŏksi.
Ulsan tem cerca de 1,1 milhões de habitantes e uma área de 1056,7km². A cidade foi no passado um importante centro da pesca à baleia. Atualmente, é o centro da principal região industrial do país que inclui a sede do grupo multinacional Hyundai. Durante o domínio japonês designou-se Urusan.

## Cidades-irmãs
- Hagi, Japão (1968)
- Hualien City, Taiwan (1981)
- Portland, Estados Unidos (1987)
- Changchun, China (1994)
- Esmirna, Turquia (2002)
- Santos, Brasil (2002)
- Khanh Hoa, Vietname (2002)
- Tomsk, Rússia (2003)
- Kumamoto, Japão (2010)